# Rejštejn
Rejštejn é uma cidade checa localizada na região de Plzeň, distrito de Klatovy.